# North South Line (Singapur)
La North South Line (literalment « línia Nord-Sud ») és una de les sis línies de la xarxa metropolitana de Singapur. Connecta les parades Jurong East i Marina South Pier.

## Història

### Cronologia
- 7 de novembre de 1987: Yio Chu Kang - Toa Payoh[3]
- 12 de desembre de 1987: Toa Payoh - Raffles Place
- 20 de desembre de 1988: Yio Chu Kang - Yishun
- 4 de novembre de 1989: Raffles Place - Marina Bay, inici de l'explotació separada de les línies Nord-Sud i Línia est-oest del metro de Singapur
- 10 de març de 1990: Jurong East - Choa Chu Kang, en la seva inauguració, aquesta secció era una branca de la Línia est-oest del metro de Singapur
- 10 de febrer de 1996: Yishun - Choa Chu Kang, la secció de Choa Chu Kang a Jurong East de la Línia est-oest del metro de Singapur ha estat integrat a la línia Nord-Sud.
- 23 de novembre de 2014: extensió al sud de Marina Bay a Marina South Pier.[4]

## Traçat i parades

### Llista de les parades
La línia Nord-Sud comprèn les parades següents, començant per la terminal oest:
| Numeració        | Estació           | Correspondències |
| NS1 / EW24       | Jurong East       | Línia Est-Oest |
| NS2              | Bukit Batok       | |
| NS3              | Bukit Gombak      | |
| NS4 / BP1        | Choa Chu Kang     | Línia Bukit Panjang |
| NS5              | Yew Tee           | |
|                  |                   | Numeració reservada per a una futura parada |
| NS7              | Kranji            | |
| NS8              | Marsiling         | |
| NS9              | Woodlands         | |
| NS10             | Admiralty         | |
| NS11             | Sembawang         | |
| NS12             | Canberra          | |
| NS13             | Yishun            | |
| NS14             | Khatib            | |
| NS15             | Yio Chu Kang      | |
| NS16             | Ang Tou Kio       | |
| NS17 / CC15      | Bishan            | Línia circular |
| NS18             | Braddell          | |
| NS19             | Toa Payoh         | |
| NS20             | Novena            | |
| NS21 / DT11      | Newton            | Downtown Line |
| NS22             | Orchard           | |
| NS23             | Somerset          | |
| NS24 / NO6 / CC1 | Dhoby Ghaut       | North East line, Línia circular |
| NS25 / EW13      | City Hall         | Línia Est-Oest correspondència entre, d'una banda, els trens cap a Marina Bay i Pasir Rivers i, d'altra part, els trens cap a Jurong East i Joo Koon |
| NS26 / EW14      | Raffles Plaça     | Línia Est-Oest correspondència entre, d'una banda, els trens cap a Marina Bay i Joo Koon i, d'altra part, els trens cap a Jurong East i Pasir Rivers |
| NS27 / AQUEST2   | Marina Bay        | Línia circular |
| NS28             | Marina South Pier | |

### Enllaços
La línia és enllaçada dues vegades amb l'East West Line:
- per un enllaç en cada direcció, entre les parades City Hall i Raffles Place. Aquestes enllaços permeten excepcionalment de passar d'una línia a l'altre
- Davant i darrere de l'estació terminus Jurong East, on les parades de les dues línies estan juxtaposades.